# Postavy z Modern Warfare
Hlavní postavy z podsérie Call of Duty: Modern Warfare, která obsahuje hry Call of Duty 4: Modern Warfare, Call of Duty: Modern Warfare 2, Call of Duty: Modern Warfare 3. Příběh se odehrává v letech 1996 - 2017.

## Bojující jednotky
Jednotky a jejich členové, které se objevují ve hře.

### Přátelské
- Special Air Service - britské speciální jednotky - Price, Soap, Burns, Wallcroft, Gaz
- Task Force 141 - mezinárodní jednotka na zabránění válkám (vyvražděna Shepherdem) - Soap, Roach, Price, Ghost
- Delta Force (Team Metal) - nejlepší američtí vojáci - Frost, Sandman, Truck, Grinch, Grizzly, Kelly
- Navy SEALS - námořní americká jednotka
- GIGN - francouzská speciální jednotka
- U.S. Army Rangers (Hunter-Two) - elitní jednotka americké armády - James Ramirez, Foley, Dunn
- USMC - američtí mariňáci - Paul Jackson, Vasquez
- FSO - ruská tajná služba, prezidentova ochranka - Andrej Harkov, Leonid Pudovkin
- CIA - americká zpravodajská služba - Joseph Allen
- Loayalisté - ruští vojáci připojení k britům - Kamarov, Nikolai
- Echo team - čeští vojáci připojení k Loayalistům
- Česká milice - česká domobrana - Leoš Mareš (tzv. Easter egg)
- MI6 - britská tajná služba
- MI5 - britská tajná služba

### Nepřátelské
- Ultranacionalisté - ruští teroristé vedení Zakhaevem, později Makarovem
- Brazilská milice - domobrana v Riu de Janeiru
- Somálská milice - domobrana v Bosasu
- OpFor - povstalecká armáda na Středním východě
- Ruská výsadková jednotka
- Ruské námořnictvo
- Sierra Leonská armáda

## Kladné postavy

### Archer
Archer byl odstřelovač v Task Force 141 při misi Losse Ends. Podával spolu s Toadem odstřelovací podporu útočícímu týmu. Po Sheperdově zradě se na Pricovo varování vydal s Toadem k místu zastřelení Roache a Ghosta, kde je našli upálené. Proto zavolali Nikolaje (zelený dým stoupající po této misi z hor na mapě briefingu).

### John Price
viz John Price

### John MacTavish
John MacTavish přišel k 22. regimentu SAS pod vedení Johna Price. Ti si spolu nesedli a Price dělal narážky na jeho přezdívku Soap. Soap se ale osvědčil a zabil například Imrana Zakhaeva potom, co mu Price poslal pistoli. Po SAS se přidal ke Task Force 141, která sloužila jako utajovaná jednotka pro zabránění válce. Sloužil tam s Ghostem a pod ochranná křídla dostal Roacha. Osvobodí z Petropavlovského vězení jednoho z nejpřísněji střežených vězňů a to vězně 627. Ukázalo se, že to není nikdo jiný než Price. Ten se pak taky přidal ke Task Force 141. Jeho jednotka získala informace a byla vyvražděna generálem Shepherdem. Když to Soap zjistil, zaútočil s Pricem na Shepherdův tajný bunkr. Shepherd Soapa zranil, ale ten ho z posledních sil bodl nožem do oka. Tímto se stal stejně jako Price vyděděncem. Soap si rozuměl s Yurim, který byl nejlepším člověkem co mohl Makarova zabít. Task Force 141, nebo to co z ní zbylo, se spojí s Echo teamem a zaútočí na Waraabeho území. Předají zjištěné informace Sandmanovi a ten po výslechu Volka prozradí, že Makarov je v Praze. Yuri se Soapem hlídají Makarova v hotelu Lustig, ale zjistí, že to byla léčka. Když dům, ve kterém Soap s Yurim hlídají exploduje, tak Soap zaslechne jak Makarov pozdravuje Yuriho. Soap se zraní pádem a otevřou se mu stará zranění například to, které utržil v Somálsku, nebo které mu způsobil Shepherd. 11. října 2016. Umírá, ale vyzradí Yuriho tajemství Priceovi. Soapa nadaboval Kevin McKidd.

### Nikolai
Nikolajovo jméno není známé. Je to sovětský voják a Loayalista. Pracuje jako informátor Britských jednotek v armádě Imrana Zakhaeva. Když byl zajat zorganizovala Special Air Service misi Blackout, při které Nikolaje zachránila. Zjistí polohu Al-asada a předá jí Priceovi. Po delší době podporuje MacTavishovu jednotku v Rio de Janeiru. Je jedním z nejdůležitějších členů task force 141. Když Yuri s Pricem zaútočí na Makarovův hotel, tak jim je poblíž a informuje je o dění stejně, jako při záchraně ruského prezidenta.

### Yuri
Yuri je ex-Specnaz, a protože je to Makarovův nejbližší přítel přidá se k němu. Yuri, bude ale vypovídat britům a tak ho Makarov na Moskevském letišti postřelí. Yuri se pokusí masakru zabránit, ale je příliš slabý. Proto se rozhodne Makarova zabít. Přes Nikolaje se dostane k Soapovi a Priceovi. Yuri byl totiž zvolen jako nejlepší člověk k zabití Vladimira Makarova. Soap se dozví Yuriho tajemství o jeho přátelství s Makarovem. Je proto vyslýchán samotným Kapitánem Johnem Pricem . Pomáhá zachránit ruského prezidenta s dcerou. Spolu s Pricem se vypraví zabít Makarova do hotelu za pomoci Nikolaje na drátě. Je raněn vystřelenou trubkou, a proto ho Price zanechá v rozbořeném hotelu, zatímco se sám vydá na střechu. Makarov, ale míří na Priceho a to přiběhne Yuri. Zraní Makarova střelou do boku, aby zachránil Price, ale sám je potom Makarovem zabit třemi ranami do těla. Poskytl tak Priceovi více času Makarova zabít. Yuriho poznávací znamení jsou potetované ruce.

### Simon Riley
Simon Riley známý jako Ghost, patří mezi hlavní postavy Call of duty Modern warfare 2. Jeho první výskyt byl v misi, kde jste museli dopadnout Rojase v Riu de janeiru a jeho poslední výskyt byl v misi Looses Ends. Kde Ghost a Roach byli zabiti generálem Sheperdem. Soap a Price ho pozdějí pomstili a zabili Generála Sheperda

### Gary Sanderson
Gary Sanderson známější pouze jako Roach je jedna z hlavních postav druhého dílu Modern Warfare. Přidal se k Task Force 141 pod ochranná křídla Soapa. S tím se blízce spřátelili. Pomáhal ve všech důležitých misích, než do týmu přišel Price. Mezi největší úspěchy patří dopadnutí Rojase, při kterém jim nakonec pomohl i Nikolai. Při misi v Petropavlovsku ho Price málem zabil. Spolu s Ghostem a zbytkem jednotky Task Force 141 (kromě Yuriho, který v tu dobu ještě v týmu nebyl) měl získat informace pro generála Shepherda. Shepherd, je ale zradí a Roach a Ghost v této chvíli umírají. Zbytek jednotky je nemilosrdně pročištěn. Aby se Soap za Roachovu a Ghostovu smrt pomstil, zabije Shepherda.

### Marcus Burns
Marcus Michael Burns je voják v jednotce SAS. Jeho nejbližšími přáteli byli Wallcroft a Griffin. Burns jako jediní vojáci s Wallcroftem přežili chemický útok na Londýn. Tato postava ve hře nezemře.

### Paul Jackson
Paul Jackson je mariňák jehož jednotka měla za úkol vypátrat Khaleda Al-Asada. Jeho jednotka jednou málem Al-Asada chytila, ale byl to jen planý poplach. Několikrát byli obklíčeni, pomohli americkým jednotkám. Nedbali na jadernou hrozbu a místo útěku podporovali ostatní jednotky. Jeho jednotku zabil výbuch sám Paul zemřel na otravu radiací.

### Derek Westbrook
Derek Westbrook alias Frost je vojákem Delta force vyslaných na Manhattan. Později na tip kapitána Price je jeho jednotka vyslána do Paříže, aby dopadla Volka. Při boji, když s Delta Force a GIGN ničí ruské jednotky je zničena skoro celá Paříž. Pak jsou vojáci Delta Force posláni do Berlína, aby zachránili Alenu Vorshevsky. Akce jim nevyjde a Frost se od té doby ve hře neukáže.

### Kamarov
Kamarov je ruský voják a Loayalista. Při operaci Blackout na záchranu Nikolaie sehnal armádu, která pomáhala jednotce SAS s bojem proti Ultranacionalistům. Později spolupracuje s českou milicí. Pomáhá v Praze Soapovi, Yurimu a Priceovi. Makarovovi lidé na něj přivážou výbušniny a udělají z něho past. Když Soap s Yurim míří do Makarovova domu tak z výtahu Makarovovi lidé Kamarova vytáhnou a dům na kterém jsou vojáci České milice a Price exploduje. Další výbuch vyhodí do povětří dům, ve kterém jsou Soap a Yuri. Soap se zraní pádem a také kvůli Shepherdově bodnutí brzy umírá. Postava Kamarova byla vytvořena podle skotského vojáka jménem Eddie Stone.

### Joseph Allen
Joseph Allen je agent CIA poslaný do Makarovova ruského gangu v utajení. Makarov zjistil, že Yuri vypovídal a tak zorganizoval masakr v Moskvě. Smrtelně zranil Josepha a nechal ruské vojáky aby ho našli. Po zjištění že je Joseph agent CIA se rozhořela třetí světová válka.

### Gaz
Gaz je voják Special air service pomáhající Soapovi, Priceovi a Nikolajovi. Patří mezi nejlepší přátelé Johna Price. Gaz je raněn při přestřelce s Zakhaevovými muži. Je zabit přímo Zakhaevem. 

### James Ramirez
James Ramirez je členem 75. regimentu amerických Rangers. Jeho povinností je chránit americká města před Ruskou armádou. Téměř se jim nepodaří ochránit Washington DC. Tato postava nezemře.

### Sandman
Sandman je velitel Delta force poslaných do Paříže, New Yorku a Berlína. Udržuje spojení s vyděděným Pricem. Po dopadení Volka na Pricův tip informoval Price o pobytu Makarova v Praze. Umírá při záchraně prezidenta Vorshevského. Jeho volací znak je Metal-Zero-One.

### Foley
Foley je důstojník v jednotce Jamese Ramireze. Spolu s Dünnem a Ramirezem v amerických Rangers měli po návratu z Afghánistánu chránit USA před Ruskou armádou. Nezemře.

### Dünn
Dünn je přítel Ramireze v US Rangers. Účastní se bojů o americká města i o Washington. Tato postava ve hře nezemře.

### Wallcroft
Wallcroft je velitel SAS po Priceovi. Spolu s Pricem a Soapem se vydali na loď v Beringově průlivu. Je nejbližším přítelem Burnse. Bojuje spolu s ním v metru a přežije také chemický útok v centru Londýna.

### MacMillan
MacMillan je britský odstřelovač. Byl vyslán do Černobylu aby zabil Imrana Zakhaeva. Pomocníka mu dělal Price. Byl zraněn, když na něj během Zakhaevova obchodu s překupníky spadnul vrtulník. Mise musela být přerušena a Price MacMillana odnesl do bezpečí. Mise byla neúspěšná místo toho aby Imrana Zakhaeva zabili, ustřelili mu levou ruku.
```
V MW3 vystupuje pod jménem Baseplate.
```

### Ozone
OZone je jedna z mála postav, která nemá pevný vzhled. Byl u 141 Task Force. Byl zabit v Makarovově úkrytu ruskými vojáky při ochraně nahrávače dat z Makarovov počítače.

### Grinch
Grinch je důležitý člen Delta Force. Dobrý přítel Sandmana, Frosta a Trucka. Umírá v diamantovém dole. Nadaboval ho Timothy Olyphant. Jeho volací znak je Metal-Zero-Three. Grinch je spolu s Truckem asi nejsprostější postavou ve hře.

### Andrej Harkov
Andrej Harkov je agent FSO pověřený ochranou prezidenta. Prezidentovo letadlo je napadeno a Harkov ho brání spolu s ochrankou. Když letadlo spadne tak spolu Leonidem spolupracuje na krytí zbytků jednotky a prezidenta. Vrtulníkem ale místo podpory přiletí Makarov a Harkova zabije.

### Truck
Truck je členem Delta Force a zároveň dobrým přítelem ostatních členů. S Delta force je pořád s výjimkou mise v Paříži. Také umírá v diamantové dole. Jeho volací znak je Metal-Zero-Two.

### Alena Vorshevsky
Alena Vorshevsky je dcera ruského prezidenta Vorshevkého. Letěla se svým otce prezidentským letadlem. Když letadlo havarovalo, měla být ukryta na bezpečné místo. Makarov zjistil její polohu a tak se rozhodl ji unést. Zachránit z Berlína ji měla jednotka Delta Force. To se jim nepovedlo, a tak se pro ni a jejího otce vypravila Task Force 141 spolu se Sandmanem, Truckem a Grinchem do diamantového dolu v Rusku.

### Leonid Pudovkin
Leonid Pudovkin je člen ruské jednotky FSO kterou také vede a přítel Harkova. Přežil pád prezidentského letadla, prezidenta našel, ale byl zabit, když chtěl Vorshevského dopravit do vrtulníku, ve kterém místo podpory seděl Makarov.

### Boris Vorshevsky
Boris Vorshevsky je ruský prezident. Během letu do Hamburku na schůzi světových vládců za ukončením války bylo jeho letadlo zničeno. Borise a je dceru se pokusili chránit agenti FSO, ale byli zrazeni a všichni pozabíjeni. Boris byl unesen a vydírán pod pohrůžkou nalezení zabití jeho dcery. Jeho dceru chytili v Berlíně a odvedli do diamantového dolu v Rusku. Task Force 141 spolu s Delta Force ale oba osvobodila, i když to stálo životy celé Delta Force. Boris pak odvolal válku a do světa se navrátil mír. 

### Overlord
Overlord je velitel amerických jednotek v zámoří. Řídí útoky na území Al-Asada a naviguje vyloďovací jednotky a SAS. V druhém díle vede jednotku Rangers. Ve třetím díle naviguje Delta Force. Je to spolu s Nikolajem a Pricem jedna z mála postav co přežijí všechny díly. 

### Yasir Al-Fulani
Yasir je prezident na Středním východě. Během třetí mise hry Modern Warfare za něj hráč hraje. Na rozkaz Zakhaeva ho Al-Asad v přímém přenosu zastřelí.

## Záporné postavy

### Imran Zakhaev
Imran Zakhaev je velitel Ultranacionalistů. Kdysi ho měl za úkol zabít kapitán MacMillan spolu s kapitánem Pricem, ale při tomto útoku přišel Zakhaev jen o levou ruku. Peníze vydělává jak válkami a drancováním, tak i prodejem drog. Zabije ho John MacTavish pistolí, kterou mu pošle Price. Na Zakhaevovo místo nastupuje Vladimir Makarov.

### Vladimir Makarov
Vladimir Makarov je sovětský zabiják vycvičený protiteroristickou jednotkou v Čečensku. Je považován za šílence, což vyvrací jeho genialita. Šel sloužit Imranu Zakhaevovi. Zakhaeva bezmezně obdivuje a nenávidí Ruskou vládu i NATO. Schválně naplánuje masakr na Moskevském letišti, který svede na Allena. Rovněž je zodpovědný za nukleární výbuch na Středním východě, který zabije několik stovek vojáků USMC. Povede se mu přimět Rusko, aby vyhlásilo válku USA. O jeho zabití usiluje hlavně britská SAS. Je považován za nechytitelného. Zabil ho oběšením Price potom co sám Makarov zabil Yuriho.

### Khaled Al-Asad
Khaled Al-Asad je válečný zločinec, který velí povstalecké armádě na Středním východě. V několika misích jednotek USMC je úkolem zajmout Al-Asada na Středním východě, to se povede až Britské jednotce SAS pod velením Kapitána Price v Ázerbájdžánu. Po výslechu, kde ho prozradí telefonát od jeho chlebodárce Imrana Zakhaeva je uškrcen.

### Shepherd
Generálporučík Shepherd jeden z nejvyšších důstojníků americké armády. Jeho volacím znakem je Zlatý orel. Vystudoval vojenskou školu Johna F. Kennedyho. Mezi jeho největší akce patří Operace Kingfish. Zradil Task Force 141 a zastřelil Ghosta a Roache, jejich těla pak dal upálit. Byl zabit nožem vrženým Soapem, když se snažil zabít Price.

### Alejandro Rojas
Alejandro Rojas známější pod přezdívkou Rudý Alex je brazilský překupník zbraní a zároveň největším dodavatelem Makarova. Američané ho budou pronásledovat. Chytnou ho Roach, Soap a Ghost. Rojase dostane Brazilská milice a pravděpodobně ho zabije.

### Viktor Khristenko
Viktor Khristenko známý jako Volk nebo Vlk je ruský překupník zbraní. Zatknula ho jednotka Delta force ve spojení s GIGN na základě tipu kapitána Priceho, který Volkovo jméno zjistil když vyslýchal Waraabeho. Volk prozradil že Makarov sídlí v Praze kam se jednotka Task force 141 vydala.

### Waraabe
Waraabe je velitel Somálských pirátů a domobrany v Bosasu. Byl obviněn za distribuci chemických zbraní které zničily Londýn. Dopadla ho Task force 141. Byl vyslýchán za použití jeho vlastních zbraní. Při výslechu přivedl Task force na stopu Volka. Byl zabit střelou do hlavy kapitánem Johnem Pricem.

### Viktor Zakhaev
Viktor Zakhaev je syn Imrana. Ve hře se objevuje jenom párkrát. V prvním díle MW spáchá sebevraždu. Jeho smrt vyprovokovala Imrana k dalším útokům.

### Alexi
Alexi je vůdce teroristů na Pražském hradě, kam se infiltrují Yuri s Pricem. Má rozhovor s Makarovem, při kterém se dozvídáme že Makarov hledá Alenu Vorshevsky. Alexi je pravděpodobně zabit při některém z výbuchů na hradě.